# Eugene Peterson
Eugene Hoiland Peterson, född 6 november 1932 i Stanwood, Washington, USA, död 22 oktober 2018 i Lakeside, Montana, USA, var en amerikansk presbyteriansk präst, forskare, teolog, författare och poet.
Peterson skrev över 30 böcker. I Sverige är han mest känd för sin The Message på svenska, en idiomatisk översättning av Bibeln till modernt språk. Den publicerades 2002 och på svenska utgavs den av Libris förlag 2021 i  översättning av Felix Larsson.